# Alcis maculatoides
Alcis maculatoides là một loài bướm đêm trong họ Geometridae.